# Observatoire Kleť
L'observatoire Kleť (en tchèque : Hvězdárna Kleť) est un observatoire astronomique fondé en 1957 qui se trouve en République tchèque, en Bohême-du-Sud. Il est situé à 1 070 mètres d'altitude, au sud du mont Kleť, près de la ville de České Budějovice.
Le Centre des planètes mineures lui attribue la découverte de 304 astéroïdes (numérotés) entre 1979 et 2008.

## Projet KLENOT
KLENOT est l'abréviation de KLEť Observatory Near Earth and Other unusual objects observations Team and Telescope. Ce projet se limite à la détection d'objets célestes dont la magnitude apparente est d'un maximum de 22.0.
Le Centre des planètes mineures lui attribue la découverte de 36 astéroïdes (numérotés) entre 2002 et 2005.

## Astéroïdes découverts
| (7390) Kundera               | 31 août 1983      |
| (7672) Hawking               | 24 octobre 1995   |
| (7799) Martinšolc            | 24 février 1996   |
| (8137) Kvíz                  | 19 septembre 1979 |
| (8719) Vesmír                | 11 novembre 1995  |
| (8990) Compassion            | 19 février 1980   |
| (9087) Neff                  | 29 septembre 1995 |
| (9665) Inastronoviny         | 5 juin 1996       |
| (12409) Bukovanská           | 28 septembre 1995 |
| (12790) Cernan               | 24 octobre 1995   |
| (12799) von Suttner          | 26 novembre 1995  |
| (12835) Stropek              | 7 février 1997    |
| (14056) Kainar               | 13 janvier 1996   |
| (17611) Jožkakubík           | 24 octobre 1995   |
| (21257) Jižní Čechy          | 26 février 1996   |
| (24847) Polesný              | 26 novembre 1995  |
| (25383) Lindacker            | 18 octobre 1999   |
| (28614) Vejvoda              | 25 mars 2000      |
| (29760) Milevsko             | 15 février 1999   |
| (42377) KLENOT[1]            | 8 mars 2002       |
| (68779) Schöninger[1]        | 18 mars 2002      |
| (79896) Billhaley            | 20 janvier 1999   |
| (89909) Linie[1]             | 8 mars 2002       |
| (90279) Devětsil[1]          | 26 février 2003   |
| (111913) Davidgans[1]        | 1er avril 2002    |
| (126780) Ivovasiljev[1]      | 10 mars 2002      |
| (128622) Rudiš[1]            | 4 septembre 2004  |
| (149160) Geojih[1]           | 1er avril 2002    |
| (149728) Klostermann[1]      | 19 mai 2004       |
| (155438) Velásquez           | 18 février 1998   |
| (157064) Sedona[1]           | 26 septembre 2003 |
| (159743) Kluk[1]             | 23 mars 2003      |
| (159799) Kralice[1]          | 15 septembre 2003 |
| (159814) Saguaro[1]          | 27 septembre 2003 |
| (161230) Martinbacháček[1]   | 13 décembre 2002  |
| (162059) Mészáros            | 13 janvier 1997   |
| (166570) Adolfträger[1]      | 8 septembre 2002  |
| (170306) Augustzátka[1]      | 18 septembre 2003 |
| (175017) Záboří[1]           | 28 mars 2004      |
| (183560) Křišťan[1]          | 24 mai 2003       |
| (191282) Feustel[1]          | 22 mars 2003      |
| (204370) Ferdinandvaněk[1]   | 5 octobre 2004    |
| (209107) Šafránek[1]         | 16 septembre 2003 |
| (213771) Johndee[1]          | 27 février 2003   |
| (213772) Blaheta[1]          | 27 février 2003   |
| (213775) Zdeněkdostál[1]     | 28 février 2003   |
| (215841) Čimelice[1]         | 6 février 2005    |
| (223360) Švankmajer[1]       | 16 septembre 2003 |
| (230648) Zikmund[1]          | 17 septembre 2003 |
| (232923) Adalovelace[1]      | 15 janvier 2005   |
| (235621) Kratochvíle[1]      | 5 septembre 2004  |
| (250374) Jírovec[1]          | 17 octobre 2003   |
| (268057) Michaelkaschke[1]   | 8 septembre 2004  |
| (311119) Pacner[1]           | 8 août 2004       |
| (350969) Boiohaemum[1]       | 27 février 2003   |
| (363623) Chelčický[1]        | 15 août 2004      |
| (401820) Špilas              | 30 septembre 1996 |
| (405207) Konstanz[1]         | 24 mai 2003       |
| (464743) Stanislavkomárek[1] | 6 août 2003       |
| 1. attribué à KLENOT         |                   |